# Swimming in Your Ocean
Swimming in You Ocean è il secondo singolo della band Crash Test Dummies estratto dall'album God Shuffled His Feet e registrato nel 1993.

## Tracce
1. Swimming in Your Ocean – 3:49

## Il video
Nel video compare la band che interpreta una band lounge e suona per un pubblico di donne di mezza età.

## Classifiche
| Classifica (1993)                | Posizione massima |
| -------------------------------- | ----------------- |
| Billboard Canadian Singles Chart | 6                 |